# 弗朗西斯科·布斯卡托
弗朗西斯科·布斯卡托（西班牙語：Francisco Buscató，1940年4月21日—），西班牙男子篮球运动员。他曾代表西班牙参加1960年、1968年和1972年夏季奥林匹克运动会篮球比赛，分别获得第十四名、第七名和第十一名。